# 남방도롱뇽
남방도롱뇽(학명: Hynobius notialis)은 도롱뇽의 일종이다. 한국의 고유종으로 그 분포는 북으로는 지리산과 함안군, 남으로는 광양시와 창원시에 이른다. 거제도와 남해군, 창성군의 섬에도 분포한다. 2020년 신종으로 기재되었다.